# Balise

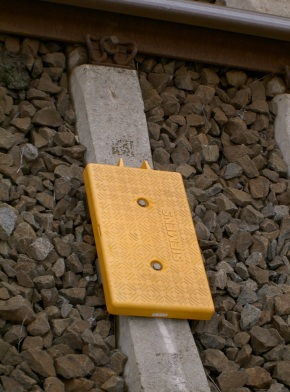
Eurobalise

Balisen (von französisch baliser, abbaken), selten auch mit dem deutschen Begriff Bake oder schlicht Informationspunkt bezeichnet, sind technische Einrichtungen im Eisenbahngleis, die bahnbetriebliche Informationen speichern und sie an Schienenfahrzeuge übertragen, die den Ort der Balise passieren.

## Funktionsweise
Fahrzeuge benötigen geeignete Antennen, um die Information, die die Balise bereithält, aufnehmen zu können. Balisen funktionieren als Transponder. Sie werden oft doppelt verlegt, um die Fahrtrichtung zu erkennen und zu garantieren, dass die Information zuverlässig übertragen wird. Da eine Balise nur begrenzte Datenmengen übermitteln kann, werden bei komplexer Betriebslage auch mehrere Balisen hintereinander installiert oder zu Gruppen zusammengefasst. In der Regel sind Balisen außen gelb und in der Mitte des Gleises auf Schwellen montiert. Je nach erforderlicher Spannungsversorgung (Batterie/Kabel oder Induktionsfeld vom Lesegerät im Fahrzeug) werden Balisen als aktiv oder als passiv bezeichnet.

### Passive Balise
In der Regel enthält diese Balise einen unveränderlichen, fest programmierten Dateninhalt. Sie braucht keine feste Stromversorgung. Vielmehr erhält sie die für die Übermittlung der Daten erforderliche Energie durch die Antenne des sie passierenden Fahrzeugs.

### Aktive Balise
Die aktive Balise (schaltbare Balise) hat keinen fest programmierten Dateninhalt. Sie übermittelt eine veränderliche Betriebssituation, also z. B. die Stellung eines Signals. Dazu benötigt sie eine Kabelverbindung, die der Balise den Dateninhalt übermittelt, und eine Stromversorgung. Schaltbare Balisen gibt es vor allem bei einer Zugbeeinflussung nach dem System ETCS Level 1.

## Systeme, die Balisen nutzen
Neben den Systemen, die auf Eurobalisen aufsetzen (siehe Liste dort), gibt es auch noch weitere Zugbeeinflussungssysteme, deren streckenseitige Übertragungseinrichtung als Balise bezeichnet wird. Darunter fallen beispielsweise:
- ASFA
- ATO-System CRV&AVV im Netz der SŽDC (sog. Informationspunkt MIB 6)[1]
- Verschiedene EBICAB-Systeme, wie
  - ATC, in Norwegen und Schweden
  - JKV, in Finnland
- GW ATP
- KVB
- TBL
- RTMS, NÖVOG in Österreich[3]
- Türsteuerungssysteme wie Tracklink III[4]